# 21P/Giacobini-Zinner
21P/Giacobini-Zinner is een periodieke komeet in het zonnestelsel. De komeet werd ontdekt door Michel Giacobini op 20 december 1900 en herontdekt door Ernt Zinner in 23 oktober 1913. Zinner zocht naar veranderlijke sterren in de buurt van Beta Scuti en trof daar de komeet aan.
In 1946 onderging de komeet een reeks uitbarstingen die het licht versterkten tot de vijfde magnitude. 21P/Giacobini-Zinner was het doelwit van het ruimteschip International Cometary Explorer op 11 september 1985.